# Euphyia cortada
Euphyia cortada är en fjärilsart som beskrevs av Paul Dognin 1893. Euphyia cortada ingår i släktet Euphyia och familjen mätare. Inga underarter finns listade i Catalogue of Life.